# Åfjord
Åfjord (früher Å) ist eine Kommune im norwegischen Fylke Trøndelag. Die Kommune hat 4342 Einwohner (Stand: 1. Januar 2025). Verwaltungssitz ist die Ortschaft Årnes. Im Zuge der landesweiten Kommunalreform wurde zum 1. Januar 2020 die Kommune Roan nach Åfjord eingegliedert.

## Geografie

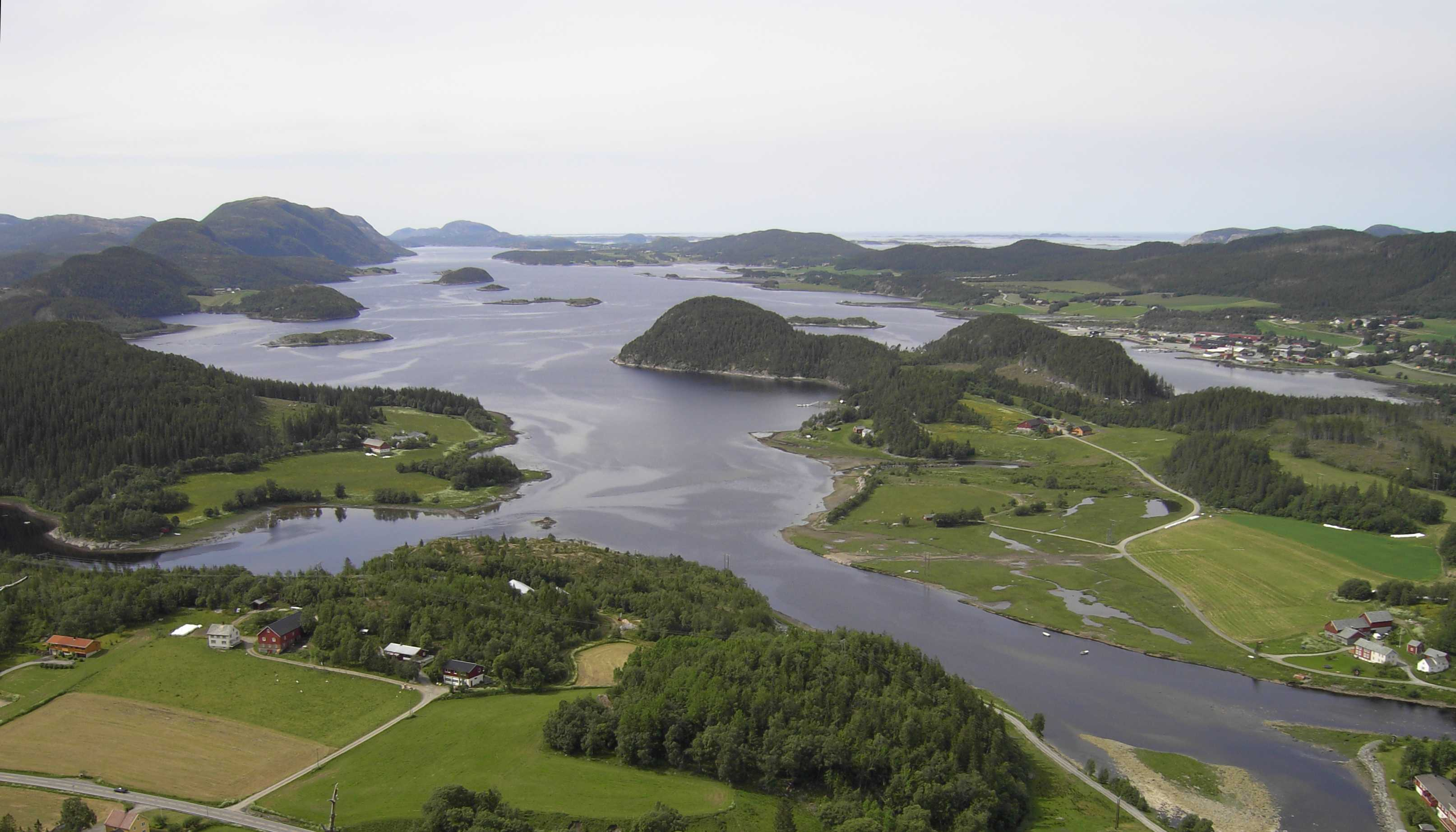
Fjord Åfjord

Åfjord liegt an der norwegischen Westküste auf der Halbinsel Fosen nördlich von Trondheim. Die Gemeinde grenzt an Osen im Norden, Namsos im Nordosten, Steinkjer im Osten, Indre Fosen im Südosten sowie Ørland im Süden. Des Weiteren besteht weiter auf offener See eine Grenze zur Inselkommune Frøya. Auch zur Gemeinde Åfjord gehören neben einem Festlandgebiet, das sich über etwa 30 Kilometer ins Landesinnere erstreckt, mehrere Inseln. Bewohnt sind die beiden Inseln Linesøya und Stokkøya mit einer Fläche von jeweils etwa 17 km². Zwischen dem Festland und der Stokkøya liegen mehrere Inseln und dazwischen die schmale Meerenge Stokksundet. In das Festland schneiden sich von Westen kommend mehrere Fjorde ein. Das Gebiet nördlich des Skjørafjorden stellte bis Ende 2019 die Grenze zwischen Åfjord und Roan dar.
Im Süden schneidet sich der Åfjord (norwegisch Åfjorden) ein. An dessen Ende liegt die Ortschaft Årnes, auch Å und Å i Åfjord genannt. Von Årnes weg ziehen sich die beiden Täler Norddalen und Stordalen in das Landesinnere, wobei ersteres einen nordöstlichen und letzteres einen mehr östlichen Verlauf hat. Aus den Tälern fließen die beiden Flüsse Norddalselva und Stordalselva auf Årnes zu. Im Landesinneren befinden sich zudem mehrere Seen, ein Teil des Gebiets besteht des Weiteren aus Moorflächen. Die Gesamtfläche der Kommune beträgt 1.329,43 km², wobei Binnengewässer zusammen 78,85 km² ausmachen.
Das Terrain auf dem Festland ist weitgehend hüglig. Es werden Höhen von über 400 moh. erreicht. Die Erhebung Finnvollheia (südsamisch Raassje) stellt mit einer Höhe von 675,24 moh. den höchsten Punkt der Kommune Åfjord dar. Der Berg liegt auf der Grenze zu Namsos.

## Einwohner
Nach dem Ende des Zweiten Weltkriegs ging die Zahl der Einwohner zurück. Die Einwohner leben an der Küste sowie in den Haupttälern der Kommune verteilt. Die größte Bevölkerungsdichte ist am Übergang der Täler Norddalen und Stordalen zum Fjord Åfjord vorzufinden, wo auch die Ortschaft Årnes liegt. Die Ortschaft Åfjord ist der einzige sogenannte Tettsted, also die einzige Ansiedlung, die für statistische Zwecke als eine städtische Siedlung gewertet wird. Zum 1. Januar 2024 lebten dort 1386 Einwohner.
Die Einwohner der Gemeinde werden Åfjording genannt. Åfjord hat wie viele andere Kommunen der Provinz Trøndelag weder Nynorsk noch Bokmål als offizielle Sprachform, sondern ist in dieser Frage neutral.
| Jahr          | 1986 | 1990 | 1995 | 2000 | 2005 | 2010 | 2015 | 2020 | 2025 |
| ------------- | ---- | ---- | ---- | ---- | ---- | ---- | ---- | ---- | ---- |
| Einwohnerzahl | 4973 | 4824 | 4690 | 4524 | 4411 | 4219 | 4225 | 4288 | 4342 |

## Geschichte

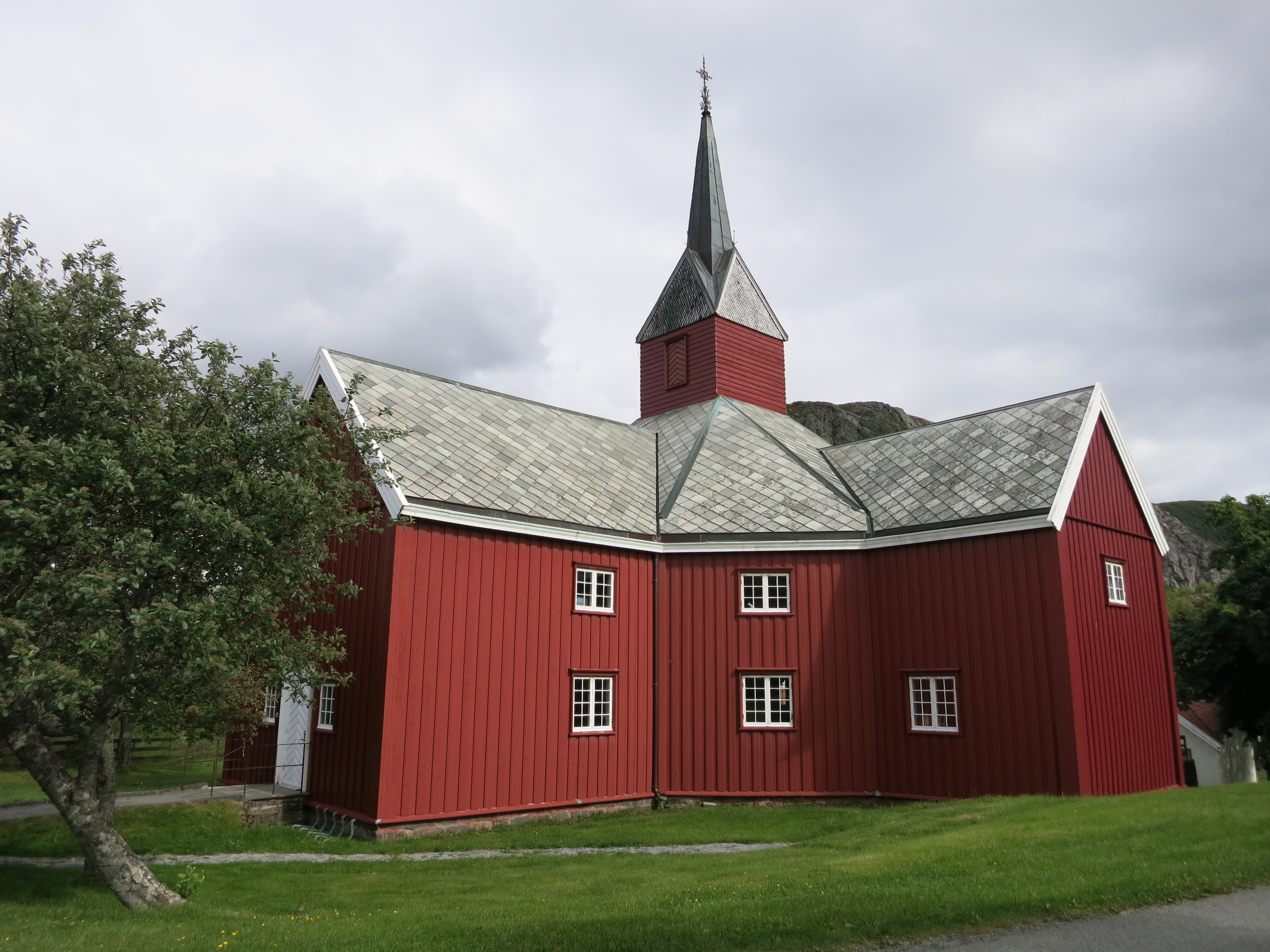
Stoksund kirke

Die Kommune Åfjord entstand im Rahmen der Einführung der lokalen Selbstverwaltung im Jahr 1837. Im März 1870 wurde ein unbewohntes Gebiet an Bjugn überführt. Zum 1. Januar 1896 wurde Jøssund, das später wiederum an Bjugn überging, mit 1529 Einwohnern abgespalten. Åfjord verblieb mit 2419 Einwohnern. Zum 1. Januar 1964 wurde die Kommune Stoksund mit 1515 Einwohnern nach Åfjord eingemeindet. Stoksund ging im Juni 1892 aus der Aufspaltung von Bjørnør in Stoksund mit 1122, Roan mit 2069 und Osen mit 1575 Einwohnern hervor. Åfjord hatte vor der Zusammenlegung im Jahr 1964 insgesamt 2643 Einwohner. Bis zum 31. Dezember 2017 gehörte Åfjord der damaligen Provinz Sør-Trøndelag an. Sie ging im Zuge der Regionalreform in Norwegen in die zum 1. Januar 2018 neu geschaffene Provinz Trøndelag über. Zum 1. Januar 2020 wurden schließlich die Gemeinde Roan und Åfjord zu einer Kommune zusammengelegt, wobei die neue Kommune den Namen Åfjord erhielt. Die Änderung geschah im Rahmen der landesweiten Kommunalreform. Roan trat vor der Zusammenlegung dafür ein, dass die neue Kommune Bjørnør heißen solle, Åfjord wollte seinen Namen behalten. Die Entscheidung fällte schließlich das Kommunal- und Modernisierungsministerium.
In Åfjord befindet sich ein größeres Grabplatz aus der Wikingerzeit. Die Gegend hat eine lange Bootsbautradition und es wurde dort der Bootstyp Åfjordbåten gebaut. Um das Jahr 1900 herum wurden 1000 Bote im Jahr gebaut. In der Kommune liegen mehrere Kirchen. Die Åfjord kirke ist eine Holzkirche aus dem Jahr 1879. Die Stoksund kirke ist eine Holzkirche mit kreuzförmigen Grundriss. Der Bau des Gebäudes wurde 1825 fertiggestellt. Aus dem Jahr 1702 stammt die Roan kirke, auch Fosenkatedralen genannt.

## Wirtschaft und Infrastruktur

### Verkehr
Aus der Kommune Indre Fosen führt der Fylkesvei 715, der Richtung Süden die Verbindung nach Trondheim herstellt, in den Norden bis nach Årnes. Dort knickt er in den Nordosten ab und führt durch das Norddalen vom Ort weg. Von Årnes weiter in den Nordwesten verläuft der Fylkesvei 723. Weiter im Norden der Kommune stellt die Straße über eine Brücke die Straßenverbindung an die Insel Stokkøya her. Vom Westen der Stokkøya besteht eine Brückenverbindung auf die westlich davon gelegene Linesøya. Die Brücke zur Stokkøya, die Stokkøybrua, wurde 2000 eröffnet. Die Bauarbeiten an der Brücke zur Linesøya wurden im Jahr 2005 begonnen und hätten 2007 abgeschlossen sein sollen. Wegen Problemen mit den Bodenverhältnissen wurde das Projekt längere Zeit pausiert und konnte schließlich erst im Jahr 2011 zu weit höheren Kosten als ursprünglich geplant fertiggestellt werden.

### Wirtschaft
Im Bereich der Landwirtschaft ist in Åfjord vor allem die Nutztierhaltung verbreitet. An der Küste ist zudem die Fischerei verankert, weiter im Landesinneren ist hingegen die Forstwirtschaft von größerer Bedeutung. Die Lachsfischerei in den Flüssen der Kommune ist ein Tourismusfaktor. Bedeutende Lachsflüsse sind die Stordalselva und die Norddalselva. In Åfjord liegen viele Ferienhäuser. In der Kommune liegen mehrere Baubetriebe, die auch überregional tätig sind. Diese sind ein wichtiger Arbeitgeber. In der Industrie sind des Weiteren unter anderem die Fischzucht und die Holzindustrie vertreten. In Åfjord liegen mehrere Wasserkraftwerke. Das größte davon ist das Kraftwerk Mørre. Es wurde 1977 in Betrieb genommen und hatte von 1981 bis 2010 eine mittlere Jahresproduktion von 54,1 GWh. Es wird dort eine Fallhöhe von etwa 81 Metern genutzt. Im Jahr 2020 arbeiteten von etwa 2130 Arbeitstätigen rund 1830 in Åfjord selbst. Über 80 Personen pendelten nach Trondheim.

## Name und Wappen

Altes Wappen von Åfjord (1997–2019)

Im Rahmen der Eingemeindung der Kommune Roan wurde das Gemeindewappen von Åfjord auf das ehemalige von Roan geändert. Beide Gemeinden waren sich über die Wahl des neuen Wappens einig. Das Wappen der Kommune zeigt drei silberne Seeschwalben auf blauem Hintergrund. Das Wappen soll die Küste und die dort lebende Vogelwelt darstellen. Das vorherige Wappen zeigte zwei silberne Bootsenden auf blauem Hintergrund. Das Wappen sollte den lokalen Bootstyp Åfjordsbåten symbolisieren und war ab 1997 das offizielle Wappen.
Åfjord wurde im Jahr 1520 im Zusammenhang i Aafiorum erwähnt. Der Name setzt sich aus den beiden Bestandteilen „å“ und „fjord“ zusammen. Ersterer bedeutet dabei „Fluss“. Å war bereits vor der Gründung der Kommune als Ortsname in Gebrauch.

## Persönlichkeiten
- Johan Strand Johansen (1903–1970), Politiker (NKP), Minister und Journalist